# Kruisafneming

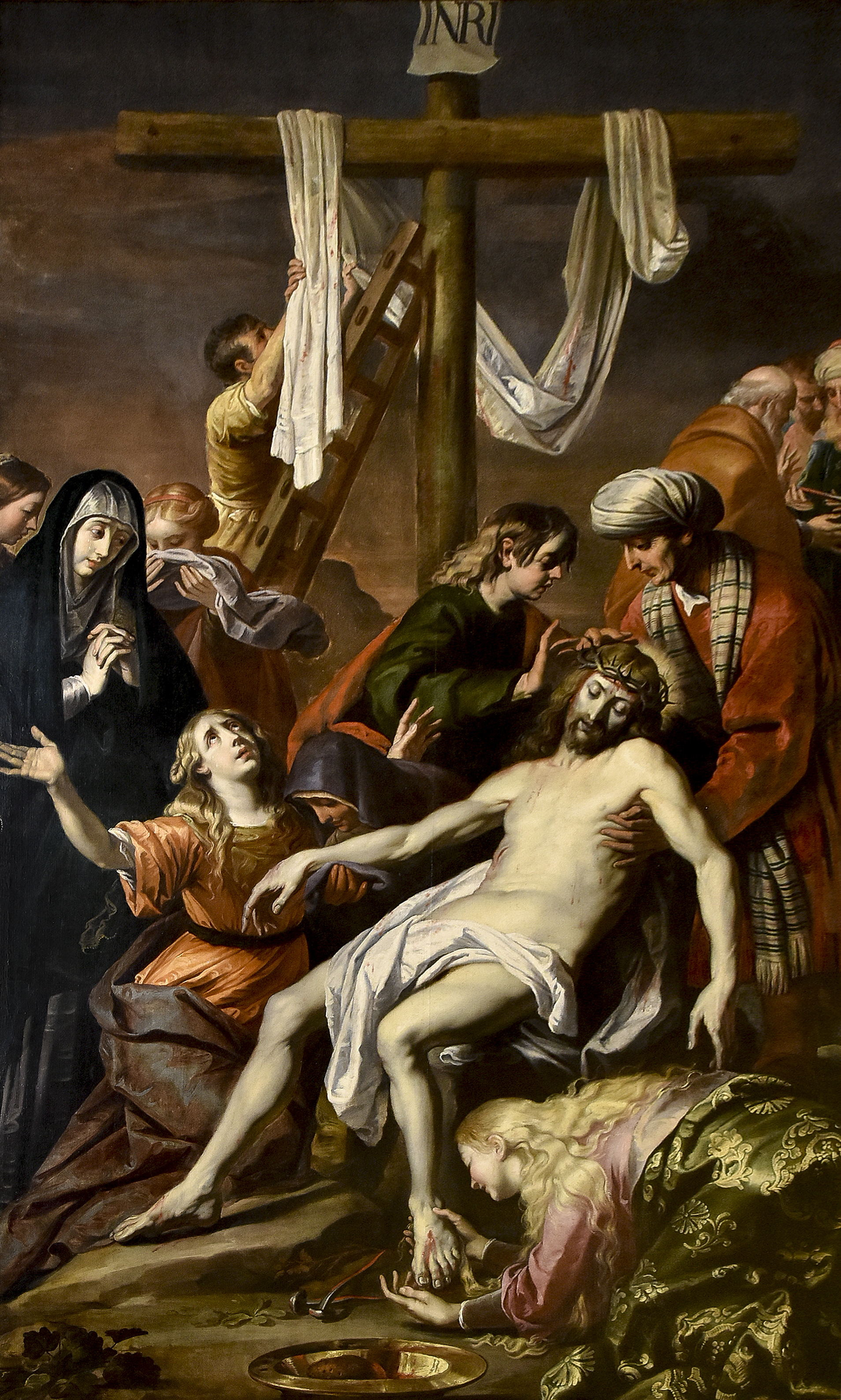
Kruisafneming door Gerard Seghers

Kruisafneming door Rogier van der Weyden

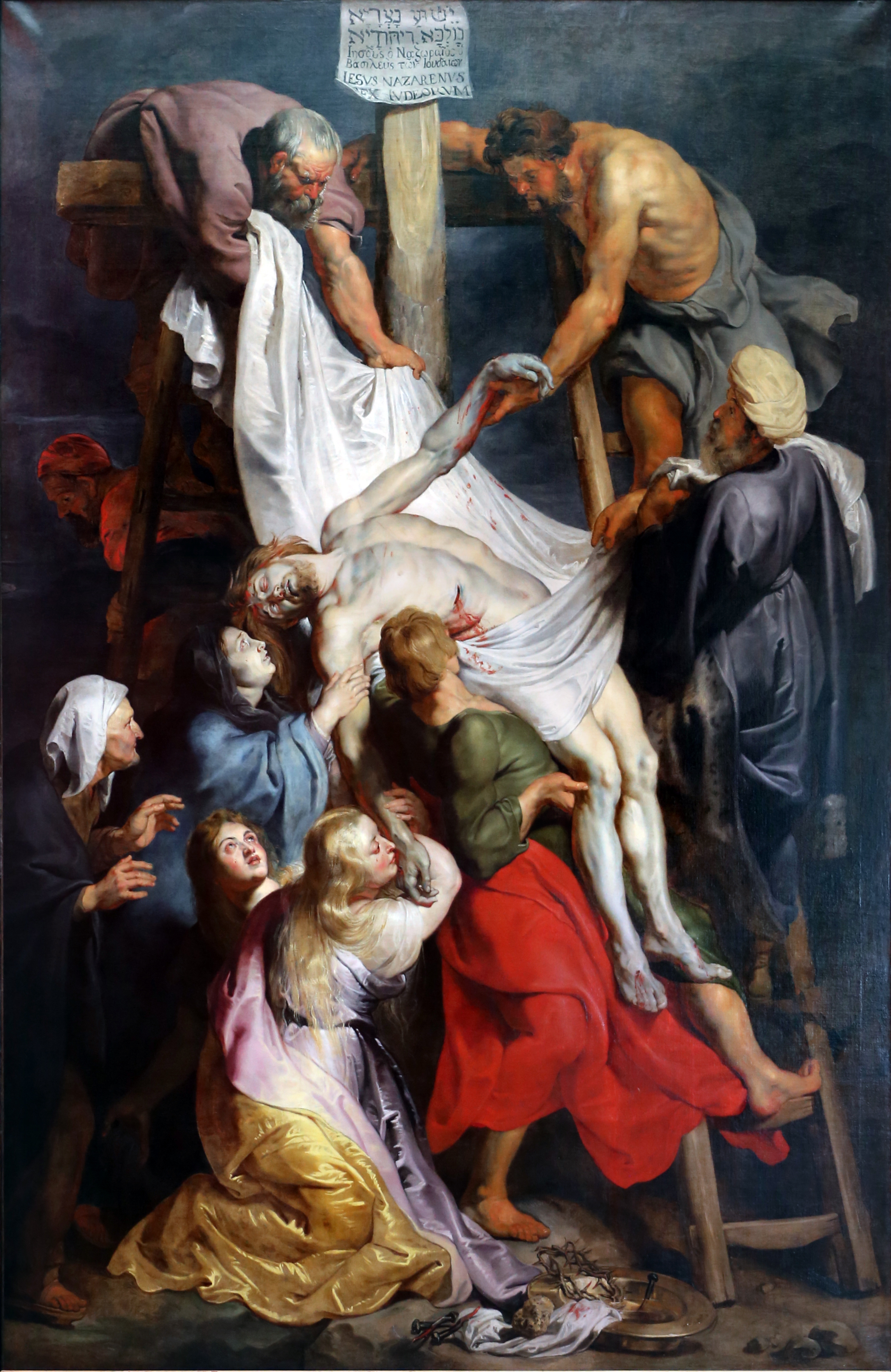
Middenpaneel van de Kruisafneming door Rubens

De kruisafneming is het moment waarop, volgens het christendom, het lichaam van Jezus Christus van het kruis genomen wordt, nadat hij gestorven is. Het moment van de kruisafneming is traditioneel de 13e statie van de kruisweg, die in veel katholieke kerken te vinden is, maar komt ook voor als zelfstandig kunstwerk. In de Byzantijnse kunst werd het beeld van de kruisafname populair in de 9e eeuw en in het westen vanaf de 10e eeuw.

## Het beeldwerk
Centraal in het beeldwerk staat het dode bleke lichaam van Jezus. Al in vroege afbeeldingen van de kruisafname, zijn de details - zoals de positie van het lichaam van Jezus - vrij divers. Het beeldwerk van de kruisafname laat, afgezien de kruisafneming van Jezus, vaak een flauwvallende Maria zien, die opgevangen wordt door Johannes (zoals in het schilderij van Rogier van der Weyden).

## Bekende afbeeldingen van de kruisafneming
Enkele bekende afbeeldingen van de kruisafneming zijn:
- Kruisafneming (Rubens), een triptiek van de kunstschilder Rubens in de Onze-Lieve-Vrouwekathedraal in Antwerpen
- Kruisafneming (Rubens, Rijsel), een schilderij van Rubens dat hij maakte rond 1616-17
- Kruisafneming (Borghese), een schilderij van Rubens in Galleria Borghese in Rome
- Kruisafneming (Caravaggio), een schilderij van de kunstschilder Caravaggio in de Vaticaanse Pinacotheek in Vaticaanstad
- Kruisafneming (Rogier van der Weyden), een schilderij van de kunstschilder Rogier van der Weyden in het museum Museo del Prado in Madrid
- Kruisafneming (Theodor Wilhelm Achtermann), groep beelden in de dom van Münster.